# Borneo Zachodnie
Borneo Zachodnie (indonez. Kalimantan Barat) – prowincja w Indonezji w zachodniej części wyspy Borneo. Powierzchnia wynosi 146 760 km²; liczy 4,6 mln mieszkańców (2005); stolica Pontianak. Dzieli się na 2 okręgi miejskie i 10 dystryktów.
Powierzchnia wnętrza prowincji nizinna, łańcuchy gór Schwanera i gór Müllera tworzą naturalną granicę z prowincją Borneo Środkowe, część granicy z malezyjskim stanem Sarawak biegnie wzdłuż gór Kapuas Hulu. Dwie trzecie powierzchni stanowi dorzecze rzeki Kapuas, która jest ważnym szlakiem komunikacyjnym. Do prowincji należą też przybrzeżne wyspy na cieśninie Karimata.
90% ludności stanowią Dajakowie i Malajowie, najważniejszą mniejszością są Chińczycy.
Gospodarka: rolnictwo (ryż, kukurydza, orzeszki ziemne, orzechy kokosowe, olej palmowy, kauczuk, kakao, pieprz); rybołówstwo (tuńczyki, krewetki, anchois); eksploatacja lasów; wydobycie ropy naftowej, metali szlachetnych, miedzi, węgla.
Główne miasta: Pontianak, Singkawang.